# جلالده
جلالده روستایی از توابع بخش خورگام شهرستان رودبار در استان گیلان ایران است. زبان مادری ساکنین روستای جلالده زبان تاتی است. ودر مورد زبان مادری این روستا توضیح مختصر اینکه زبان مادری کردی کرمانجی می‌باشد و گویش زبان تاتی بخاطر مراودات ودادستد با. روستاهای پاکده و جیرنده در زبان و گویش ساکنین به عنوان زبان دوم رسوخ کرده است

## مشخصات
این روستا در دهستان دلفک قرار دارد و براساس سرشماری مرکز آمار ایران در سال ۱۳۸۵، جمعیت آن ۸۷ نفر (۲۶خانوار) بوده است.
در زلزله سال ۱۳۶۹ رودبار محل قدیمی تقریباً به‌طور کامل تخریب شد و اهالی روستا در نزدیکی روستای قدیمی سکنی گزیدند که البته بسیاری از باغات روستاییان همچنان در محل قدیم وجود دارد و از آن برداشت انجام می‌دهند.
این روستا دارای آب و هوایی معتدل و کوهستانی است. شغل اکثر مردم کشاورزی و دامپروری است.
کشاورزی روستا شامل گردو، فندق، به، گلابی، لوبیا، عدس، گندم، جو و… است.